# Klanjec
Klanjec je mesto in mestna občina (hrvaško Grad Klanjec) na Hrvaškem v Krapinsko-zagorski županiji.
V starih zapisih se kraj prvič omenja leta 1463 v neki listini kralja Matije Korvina. Naselje se je pričelo razvijati na križišču poti, ki so povezovale Štajersko s Hrvaškim Zágorjem. Jedro naselja je nastalo v 17. stoletju, ko je plemiška rodbina Erdődy tu ustanovila frančiškanski samostan. Hitrejši razvoj pa se je pričel po letu 1857, ko je postal sedež okraja.
Nad naseljem se nahajajo ruševine gradu Cesargrad, v naselju pa ob samostanu stoji samostanska in župnijska cerkev Marijinega oznanjenja (Naveštenja Blažene Djevice Marije) z dvema kapelama. V cerkvi so klopi z okrasnimi vložki narejene leta 1774, baročni oltarji, slike in knjižnica s starimi knjigami.
V naselju stojita spomenik Antuna Mihanovića, avtorja besedila hrvaške himne Lijepa naša domovino, in Galerija Antuna Augustinčiča, ki je posvečena delovanju in umetniški zapuščini enega največjih predstavnikov hrvaške moderne umetnosti. Stalna razstava je razdeljena na notranjo in zunanjo postavitev. Notranja postavitev je razdeljena na intimno plastiko, portrete in javne spomenike. V parku okoli Galerije pa so predstavljene njegove večje skulpture.

## Osebnosti
Iz Klanjca izhajajo:
- Antun Augustinčić, eden izmed treh največjih hrvaških kiparjev 20. stoletja, akademik
- Ivan Broz, jezikoslovec in literarni zgodovinar
- Franjo Iveković, jezikoslovec in teološki pisatelj
- Ćiril Metod Iveković, arhitekt
- Oton Iveković, slikar historicizma
- Marijan Gajšak, duhovnik, kipar in slikar

V Klanjcu je pokopan Antun Mihanović, pesnik, pravnik in diplomat, ki je zadnja tri leta življenja preživel na bližnjem dvorcu Novi Dvori Cesargradski.

## Demografija
| Pregled števila prebivalcev po letih | Pregled števila prebivalcev po letih | Pregled števila prebivalcev po letih | Pregled števila prebivalcev po letih | Pregled števila prebivalcev po letih | Pregled števila prebivalcev po letih | Pregled števila prebivalcev po letih | Pregled števila prebivalcev po letih | Pregled števila prebivalcev po letih | Pregled števila prebivalcev po letih | Pregled števila prebivalcev po letih | Pregled števila prebivalcev po letih | Pregled števila prebivalcev po letih | Pregled števila prebivalcev po letih | Pregled števila prebivalcev po letih |
| ------------------------------------ | ------------------------------------ | ------------------------------------ | ------------------------------------ | ------------------------------------ | ------------------------------------ | ------------------------------------ | ------------------------------------ | ------------------------------------ | ------------------------------------ | ------------------------------------ | ------------------------------------ | ------------------------------------ | ------------------------------------ | ------------------------------------ |
| 1857                                 | 1869                                 | 1880                                 | 1890                                 | 1900                                 | 1910                                 | 1921                                 | 1931                                 | 1948                                 | 1953                                 | 1961                                 | 1971                                 | 1981                                 | 1991                                 | 2001                                 |
| 501                                  | 527                                  | 548                                  | 617                                  | 642                                  | 658                                  | 531                                  | 574                                  | 498                                  | 545                                  | 514                                  | 563                                  | 563                                  | 614                                  | 562                                  |